# Magnus Ottomar Kölz

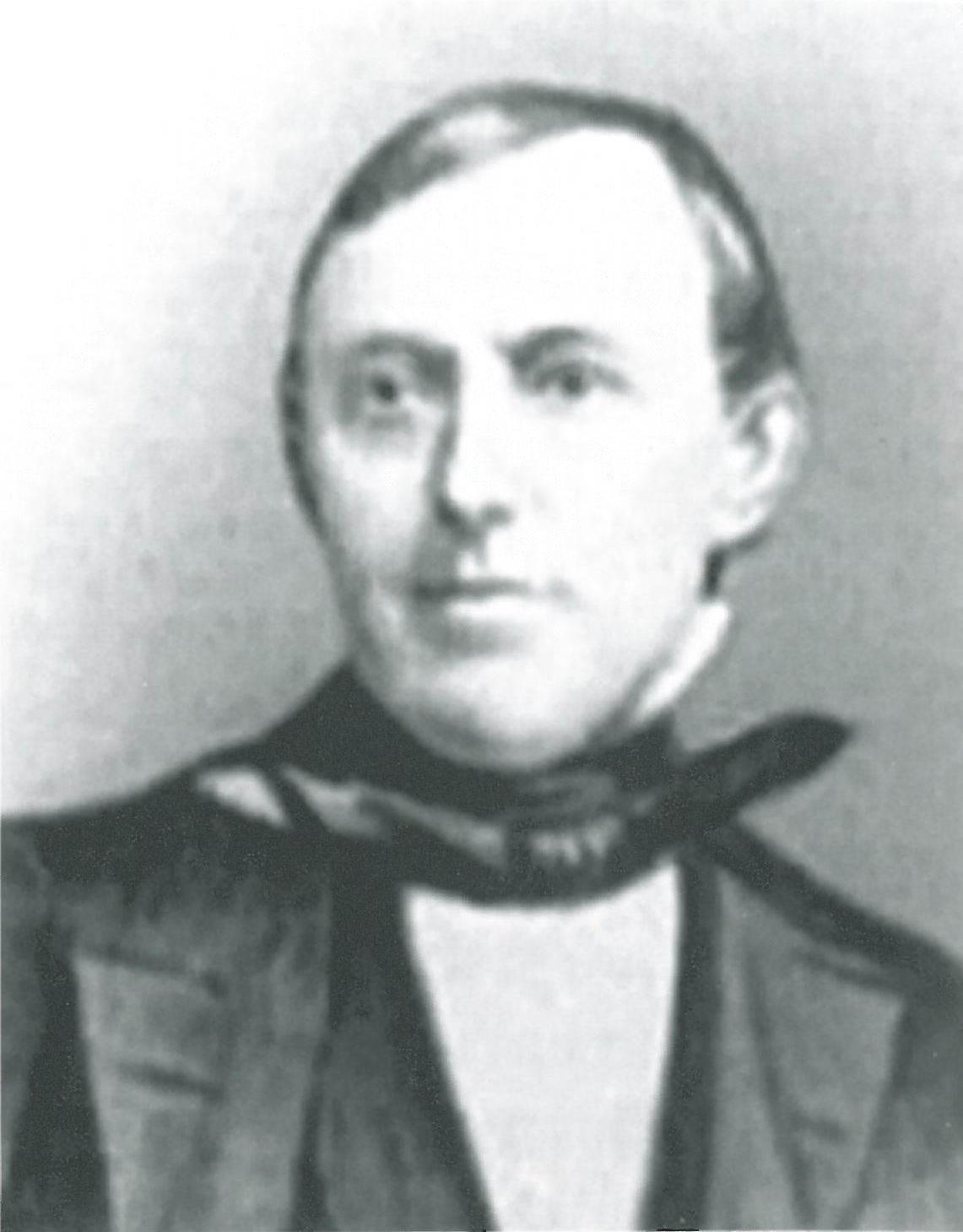
Magnus Ottomar Kölz

Magnus Ottomar Kölz († 26. Januar 1864 in Chemnitz) war ein deutscher Jurist und Politiker.

## Leben und Wirken
Nach einem abgeschlossenen Studium der Rechtswissenschaften ließ sich Kölz als Advokat in Chemnitz nieder. Verschiedentlich gehörte er den Stadtverordneten der westsächsischen Stadt an: 1839/40, 1845 bis 1847, 1852 bis 1857. Bis 1855 war er gar Vorsitzender der Stadtverordnetenversammlung. Der II. Kammer des Sächsischen Landtags gehörte er von 1845 bis 1851 als stellvertretender Abgeordneter der Stadt Chemnitz an und wurde anschließend zum regulären Abgeordneten gewählt, welches Amt er bis zu seinem Tod innehatte.
Des Weiteren war er von 1857 bis 1862 unbesoldeter Stadtrat. Er gehörte eine Reihe von Aktiengesellschaften an und wurde unter anderem in der Theater-Aktiengesellschaft, der Erzgebirgischen Eisenbahngesellschaft, der Aktien-Lagerbier-Brauerei in Schloßchemnitz und in der Chemnitz-Würschnitzer Eisenbahn-Aktiengesellschaft in den Vorstand gewählt.